# Superbe-Klasse (1691)
Die Superbe-Klasse war eine Klasse von vier 68/70-Kanonen-Linienschiffen der französischen Marine, die von 1691 bis 1727 in Dienst stand.

## Geschichte
Die Klasse wurde von dem Marinearchitekten François Coulomb entworfen und im Marinearsenal von Toulon zwischen 1689 und 1691 gebaut.

## Einheiten
| Name                | Bauwerft          | Kiellegung  | Stapellauf        | Indienststellung | Verbleib |
| Basisgruppe         | Basisgruppe       | Basisgruppe | Basisgruppe       | Basisgruppe      | Basisgruppe |
| ------------------- | ----------------- | ----------- | ----------------- | ---------------- | --- |
| Superbe             | Arsenal de Toulon | Juli 1689   | März 1690         | Februar 1691     | Am 23. Oktober 1703 (Seeschlacht bei Vigo) verbrannt |
| Invincible          | Arsenal de Toulon | Juli 1689   | März 1690         | Februar 1691     | Im Juni 1707 in Toulon selbstversenkt (Belagerung von Toulon), gehoben und instand gesetzt; am 17. Dezember 1727 außer Dienst, Verwendung als Hulk in Toulon, zwischen 1743 und 1748 abgebrochen         |
| modifizierte Gruppe |                   |             |                   |                  | |
| Constant            | Arsenal de Toulon | März 1690   | 28. November 1690 | März 1691        | Im Jahr 1712 außer Dienst und 1714 abgebrochen |
| Heureux             | Arsenal de Toulon | April 1690  | November 1690     | März 1691        | Im Juni 1707 in Toulon selbstversenkt (Belagerung von Toulon), gehoben und instand gesetzt; im Jahr 1709 außer Dienst und an die Privatschifffahrt abgegeben, im März 1710 durch die Royal Navy gekapert |

## Technische Beschreibung
Die Klasse war als Batterieschiff mit zwei durchgehenden Geschützdecks konzipiert. Die Einheiten der Basisgruppe hatten eine Länge von 45,45 Metern (Geschützdeck) bzw. 38,01 Metern (Kiel), eine Breite von 12,67 Metern und einen Tiefgang von 5,68 Metern bei einer Vermessung von 1200 tons (bm). Die Einheiten der modifizierten Gruppe hatten dagegen eine Länge von 46,45 Metern (Geschützdeck) bzw. 38,01 Metern (Kiel), eine Breite von 12,99 Metern und einen Tiefgang von 5,79 Metern bei einer Vermessung von 1200 tons (bm). Sie waren Rahsegler mit drei Masten (Fockmast, Großmast und Kreuzmast). Der Rumpf schloss im Heckbereich mit einem Heckspiegel, in den Galerien integriert waren, die in die seitlich angebrachten Seitengalerien mündeten. Die Beplankung war kraweel ausgeführt, das heißt, die Enden der Planken stießen stumpf aufeinander, so dass eine glatte Außenfläche entstand.
Die Bewaffnung der Klasse bestand aus 68 bzw. 70 Kanonen.
|        | Unteres Batteriedeck | Oberes Batteriedeck | Backdeck      | Achterdeck     | Kanonen (Geschossgewicht) |
| ------ | -------------------- | ------------------- | ------------- | -------------- | ------------------------- |
| Design | 26 × 24-Pfünder      | 28 × 18-Pfünder     | 6 × 6-Pfünder | 10 × 6-Pfünder | 70 Kanonen (299,574 kg)   |
| 1696   | 26 × 24-Pfünder      | 28 × 18-Pfünder     | 6 × 6-Pfünder | 8 × 6-Pfünder  | 68 Kanonen (296,637 kg)   |

## Besatzung
Die Besatzung hatte eine Stärke von 456 Mann (6 Offiziere und 450 Unteroffiziere bzw. Mannschaften).